# Haliaeetus leucocephalus
L'aquila di mare testabianca (Haliaeetus leucocephalus [Linnaeus, 1766]), detta anche erroneamente "aquila calva" dalla traduzione del termine inglese bald, è un rapace della famiglia Accipitridae, diffuso in America settentrionale.
È stata informalmente uno dei simboli degli Stati Uniti dal 1782 (nonché di alcune divisioni delle forze armate di tale Paese, quali per esempio la 101ª Divisione aviotrasportata dell'esercito), per quindi diventare uccello ufficiale della nazione nel 2024.

## Descrizione

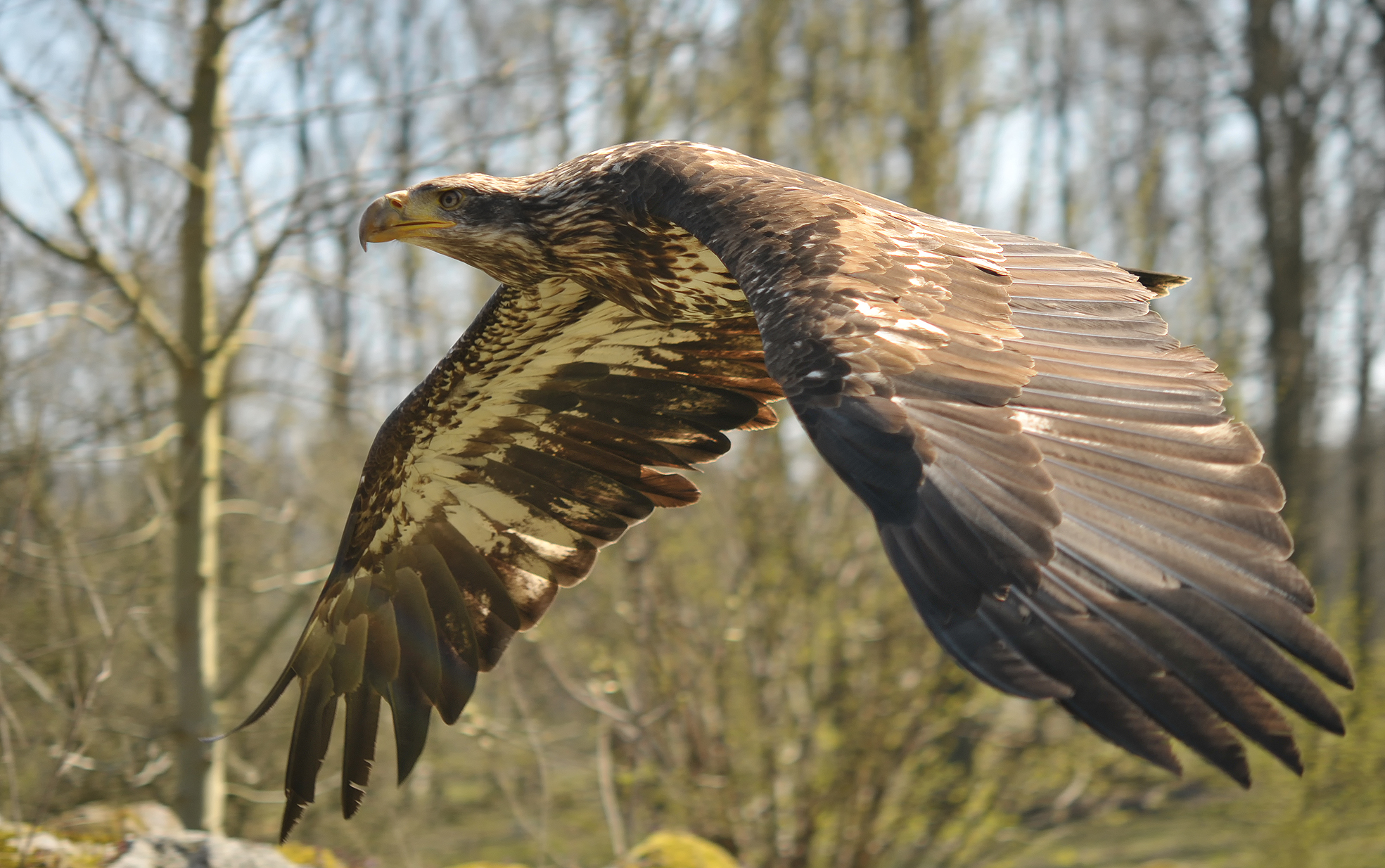
Giovane esemplare di aquila di mare testabianca.

Il piumaggio degli adulti è marrone scuro con la testa e la coda bianche. L'unico dimorfismo sessuale è costituito dalle dimensioni: le femmine sono infatti il 25% più grandi dei maschi. Il becco e le zampe sono di colore giallo brillante.
L'aquila di mare testabianca ha una lunghezza di 70–100 cm, pesa tra i 3 e i 6 kg e ha un'apertura alare compresa tra i 1,8 e i 2,3 metri; è il più grande rapace del Nord America dopo il condor della California (Gymnogyps californianus), tuttavia l'aquila reale ha una maggiore apertura alare.

## Biologia

### Alimentazione
L'aquila di mare testabianca caccia diverse varietà di pesci, in particolare salmoni e occasionalmente anche uccelli acquatici, piccoli mammiferi e rettili.

### Riproduzione

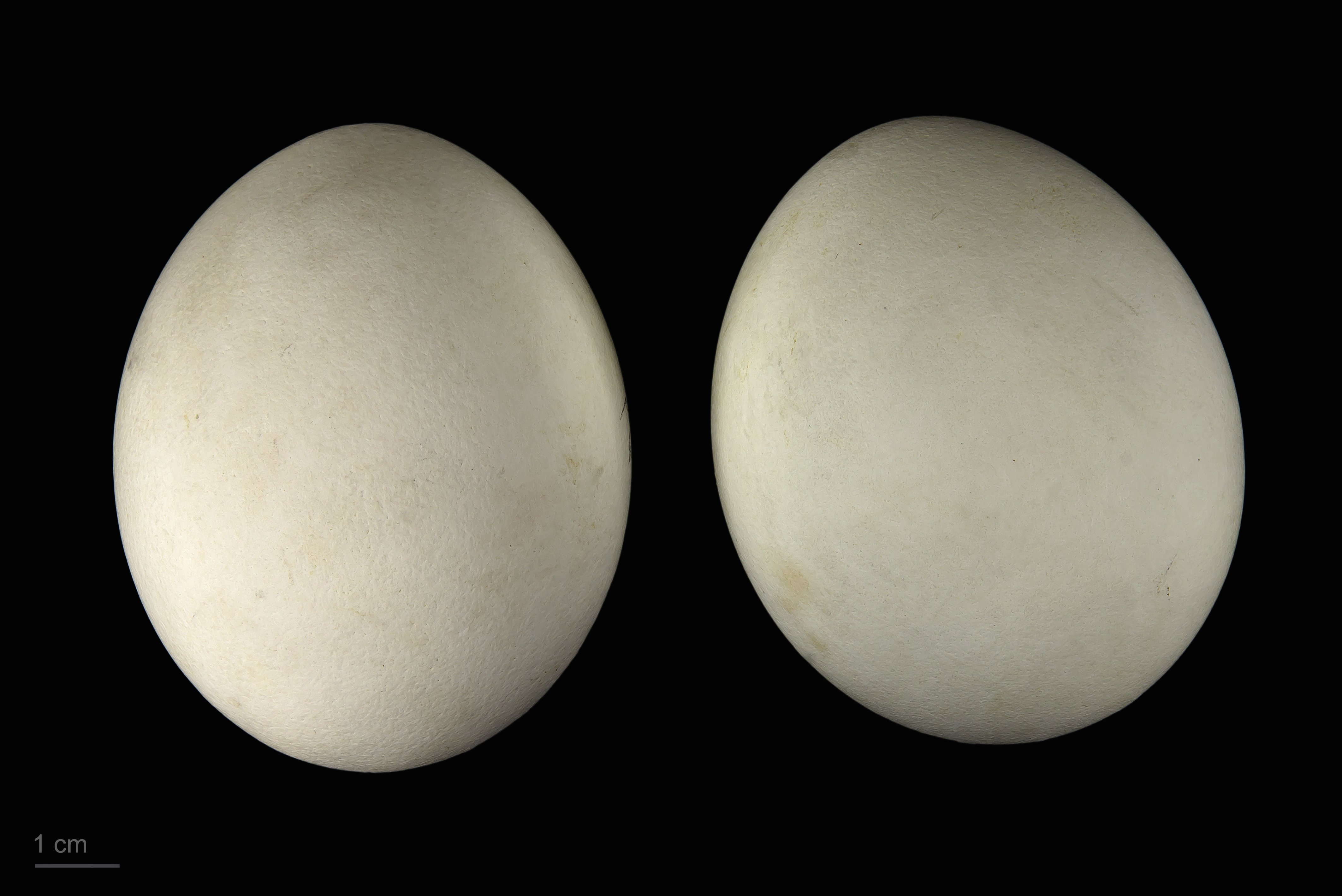
Haliaeetus leucocephalus

L'aquila di mare testabianca cova 2-4 grosse uova, pesanti anche 750 grammi, da cui escono pulcini grossi quanto un pettirosso e totalmente bianchi. Spesso in una covata di tre o più uova, uno, più debole, muore. I genitori alimentano i pulcini con pesci e lucertole. I nidiacei imparano a volare a tre mesi d'età.

### Verso
Contrariamente a quello che molti credono, l’aquila di mare testabianca produce suoni relativamente deboli e acuti, composti da cinguettii, fischi e schiamazzi striduli. Produce tre principali tipi di richiami: uno schiamazzo che suona come un kwit, kwit, kwit, kwit, kee-kee-kee-kee-ker, un lamento e un forte suono riverberante, una sorta di pianto lungo e acuto utilizzato quando percepisce una minaccia. Oltre a comunicarlo con questo richiamo, l’aquila di mare testabianca comunica di essere minacciata con una serie di esibizioni come movimenti della testa, delle ali o accovacciandosi. Quando le coppie tornano al loro nido si richiamano a vicenda e mettono in atto delle straordinarie esibizioni in volo.

## Distribuzione e habitat

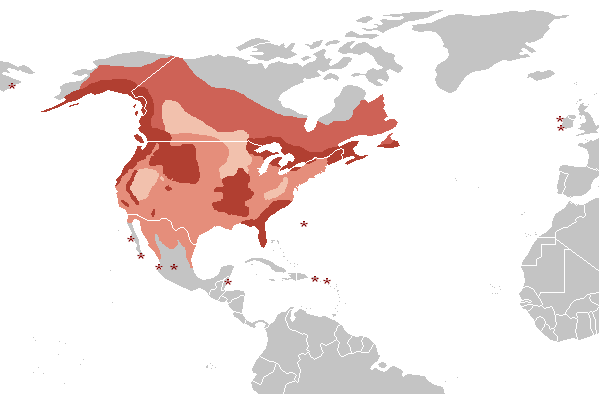
Distribuzione del rapace. Gli asterischi indicano i rilevamenti occasionali.

Questo rapace ha una popolazione stimata di 150.000 individui negli Stati Uniti d'America ed è presente con una popolazione di 15000-20000 individui anche in Canada.

Nonostante sia il simbolo degli USA, questo grande rapace è stato a lungo cacciato per farne un trofeo o perché ritenuto dannoso, tanto da essersi quasi estinto nel 1920. Da allora, uccidere le aquile di mare dalla testa bianca è vietato dal governo e ora ne sopravvivono circa 150.000 in Alaska, Florida, Indiana, Colorado, Texas, California e parte del Canada.

## Sistematica
Ne esistono due sottospecie:
- Haliaeetus leucocephalus leucocephalus (Linnaeus, 1766)
- Haliaeetus leucocephalus washingtoniensis (Audubon, 1827)